# 4e division de la Garde (Empire allemand)
Pour les articles homonymes, voir 4e division.
La 4e division de la Garde (4. Garde-Division en allemand) est une unité de la Garde prussienne. Elle est créée le 18 mai 1915 lors de la réorganisation de l'armée allemande et son passage à une brigade d'infanterie par division. La 4e division de la Garde est présente sur le front de l'Est et participe aux combats sur la partie balte du front est, elle est ensuite transférée en octobre 1915 sur le front de l'ouest où elle reste jusqu'à la fin du conflit.
La 4e division de la Garde est engagée dans la bataille de la Somme, puis en 1917 dans les batailles d'Arras et de Passchendaele. Au cours de l'année 1918, elle participe aux actions offensives des armées allemandes en Picardie et sur l'Oise, puis aux phases défensives de l'été et de l'automne sur la Marne, la Vesle. Elle se replie ensuite sur la ligne de la Meuse avant d'être transférée en Allemagne et dissoute à la signature de l'armistice.

## Composition
La 4e division de la Garde est formée en mai 1915, à partir d'une des deux brigades de la 3e division de la Garde, lors de la réorganisation de l'armée allemande.

### composition en mai 1915
- 5e brigade d'infanterie de la Garde

5e régiment à pied de la Garde (de)
5e régiment de grenadiers de la Garde
93e régiment d'infanterie de réserve
Bataillon de réserve des chasseurs de la Garde
1er et 3e escadrons de réserve des uhlans de la Garde
2e régiment d'artillerie de campagne de la Garde
1/3 1re compagnie du 28e bataillon du génie

### Composition en 1917
- 5e brigade d'infanterie de la Garde

5e régiment à pied de la Garde
5e régiment de grenadiers de la Garde
93e régiment d'infanterie de réserve
2e escadron du régiment de dragons de réserve de la Garde
6e régiment d'artillerie de campagne de la Garde
106e bataillon de pionniers

### Composition en 1918
- 5e brigade d'infanterie de la Garde

5e régiment à pied de la Garde
5e régiment de grenadiers de la Garde
93e régiment d'infanterie de réserve
2e escadron du régiment de dragons de réserve de la Garde
6e régiment d'artillerie de campagne de la Garde
106e bataillon de pionniers

## Historique

### Première Guerre mondiale

#### 1915
- 7 mai - 12 juillet : occupation d'un secteur dans la région de Przasnysz aux ordres de le groupe d'armée Gallwitz, plus tard renommé 12e armée, au nord de la Vistule.
- 13 juillet - 28 septembre : engagé dans la bataille de Przasnysz du 13 au 17 juillet, combat sur le Narew et poursuite des troupes russes dans les marais de Lituanie.

25 - 26 juillet : combats à Dombrowska, prise de Chelsty et des hauteurs à l'est de la ville.
30 juillet : combat à Rembishe.
4 - 7 août : engagée dans la bataille de Orz-Bach.
8 - 25 août : engagée successivement dans les batailles de Ostrov (8 - 10 août), de Tschishew-Sambrow (11 - 12 août) poursuite des troupes russes sur le Narew supérieure et Nurzec. Participation ensuite à la bataille de Bielsk Podlaski, poursuite des troupes russes sur Swislocz et la Naumka-Werecia jusqu'au 5 septembre.
6 - 27 septembre : engagée dans les batailles de Wolkowyszk (6 - 7 septembre), de la Zelvyanka (en) et du Niémen (8 - 12 septembre), de la Chtchara et de la Yelnya (12 - 17 septembre). La division participe à la bataille de Vilna du 23 au 27 septembre.
- 28 septembre - 10 octobre : retrait du front, mouvement par étapes vers Kovno ; puis transport par VF sur le front de l'ouest, par Koenigsberg, Lübeck, Hambourg, Aix-la-Chapelle, Namur. Stationnement à Douai ; repos.
- 10 octobre 1915 - 23 juillet 1916 : alternance de repos, d'instructions et de montée en première ligne dans la région de l'Artois et des Flandres.

14 - 26 novembre : occupation d'un secteur dans la région d'Arras ; puis repos dans la région de Cambrai.
15 décembre 1915 - 4 janvier 1916 : occupation d'un secteur dans la région de Wijtschate - Messines. Avec la 1re division de réserve de la Garde, elle forme le corps de réserve de la Garde jusqu'en avril 1917.
9 mai - 23 juillet : occupation d'un secteur dans la région de Neuville-Saint-Vaast.

#### 1916
- 25 juillet - 10 septembre : engagée dans la bataille de la Somme à partir du 25 juillet dans le secteur d'Estrées jusqu'au 19 août, subit de fortes pertes. À cette date, la division est retirée de première ligne, après quelques jours de repos elle monte à nouveau en ligne dans le secteur de Thiepval jusqu'au 10 septembre. Violentes attaques locales.
- 10 septembre - 25 octobre : retrait du front, mouvement dans les Flandres ; repos. À partir du 17 septembre, la division occupe un secteur calme au nord d'Ypres.
- 25 octobre - 6 novembre : retrait du front, mouvement dans la région de la Somme.
- 6 novembre 1916 - 15 mars 1917 : occupation d'une partie du front dans la région de Warlencourt.

6 - 25 novembre : engagée dans la bataille de la Somme dans le secteur de Warlencourt, soumise à de nombreuses attaques locales.

#### 1917
- 15 mars - 2 avril : retrait du front derrière la ligne Hindenburg, mouvement vers la région de Tournai ; repos.
- 2 avril - 15 septembre : mouvement dans le sud de Lens, à partir du 9 avril engagée dans la bataille d'Arras. La division subit des pertes très lourdes.

11 juillet - 15 août : retrait du front et repos dans la région de Pont-à-Vendin et Meurchin.
15 août - 15 septembre : occupation d'un secteur au nord de Lens. Engagée dans la bataille de la cote 70 à partir du 15 août, nombreuses contre-attaques jusqu'au 25 août pour reprendre le terrain concédé aux troupes canadiennes.
- 15 - 24 septembre : retrait du front, repos dans la région de Carvin. les 22 et 23 septembre, mouvement dans les Flandres, la division constitue la réserve de l'armée des Flandres.
- 24 septembre - 9 octobre : engagée dans la bataille de Passchendaele, dans le secteur est de Zonnebeke à partir du 27 septembre. Les pertes dues à l'artillerie anglaise sont sensibles. Du 5 au 7 octobre, des attaques sont déclenchées pour reprendre le terrain perdu lors de l'attaque britannique du 26 septembre, sans succès. Les pertes très importantes de la division entrainent son retrait du front ; mouvement sur Guise, repos.
- 9 octobre 1917 - 4 février 1918 : à partir du 14 octobre, la division est en ligne dans le secteur d'Itancourt, la division est reconstituée avec des hommes de la 13e division de Landwehr. Durant le mois de janvier, la division tient un secteur dans la région d'Origny-Sainte-Benoite.

#### 1918
- 4 - 15 février : mouvement vers le front, occupation d'un secteur au nord-ouest de Bellenglise.
- 16 février - 20 mars : retrait du front mouvement par Bohain vers la région de Saint-Souplet ; instructions. À partir du 18 mars, mouvement par étapes passant par Bohain, Brancourt, Montbrehain, Ramicourt pour atteindre la région de Bellenglise.
- 20 mars - 24 avril : engagée dans l'opération Michaël en première ligne en direction de Hesbécourt jusqu'au 26 mars ; puis retrait en seconde ligne.

3 - 8 avril : à nouveau engagée en direction de Bouzincourt et Le Harmel avec de fortes pertes.
8 - 22 avril : retrait du front ; repos.
22 - 30 avril : mouvement vers le front dans la région de Marcelcave ; engagée à partir du 24 avril dans les combats autour de Villers-Bretonneux avec de fortes pertes.
- 1er - 31 mai : retrait du front et repos vers Saint-Souplet. La division est reconstituée à l'aide du 2e bataillon du 427e régiment d'infanterie.
- 1er - 19 juin : transport de nuit par V.F. dans la région de Flavy-le-Martel. Marche de nuits par étapes par Golancourt, Guiscard et Candor pour atteindre la région de Canny-sur-Matz. En ligne dans ce secteur dans la nuit du 8 au 9 juin.

9 - 19 juin : engagée dans la bataille du Matz entre Roye-sur-Matz et Canny-sur-Matz et capture Marquéglise et Antheuil. La contre-attaque française du 11 juin repousse la division au nord d'Antheuil. Occupation et organisation du secteur.
- 20 juin - 25 juillet : retrait du front et repos dans la région de Bohain. Transport par V.F. en Lorraine en passant par Valenciennes, Bruxelles, Namur, Saarburg ; repos et reconstitution.

22 juillet : transport par V.F. dans la région d'Athies-sous-Laon.
23 - 25 juillet : mouvement par étapes vers Moussy-sur-Aisne puis transport par camions vers Mareuil-en-Dôle.
- 25 juillet - 7 octobre : à partir du 27 juillet, engagée dans la bataille du Tardenois au sud-est de Fère-en-Tardenois. Retrait du front dans la région de Fismes puis mouvement dans le secteur Courlandon, Breuil du 14 août à début septembre.

5 - 30 septembre : occupation d'un secteur dans le sud de Glennes jusqu'à la fin septembre avant un repli derrière le canal latéral à l'Aisne.
2 - 7 octobre : retrait du front. À partir du 5 octobre, mouvement vers le front pour couvrir la retraite vers Berry-au-Bac.
- 7 - 14 octobre : retrait du front ; repos.
- 14 octobre - 11 novembre : occupation d'un secteur vers Château-Porcien, au cours de cette période le 93e régiment de réserve est cité par les communiqués allemands du 2 novembre pour les combats menés. Poursuite de la retraite par Renneville et Rubigny atteint le 11 novembre.

## Chefs de corps
| Grade        | Nom                                      | Date                           |
| ------------ | ---------------------------------------- | ------------------------------ |
| Generalmajor | Willibald von Schweidnitz und Krain (de) | 20 mai 1915 - 8 octobre 1916   |
| Generalmajor | Veit von Obernitz (de)                   | 9 octobre 1916 - 5 juin 1917   |
| Generalmajor | Bernhard Finck von Finckenstein          | 6 juin 1917 - 17 décembre 1918 |